# Gnophos dognini
Gnophos dognini är en fjärilsart som beskrevs av Thierry-mieg 1910. Gnophos dognini ingår i släktet Gnophos och familjen mätare. Inga underarter finns listade i Catalogue of Life.